# 西大街 (成都)
西大街是中华人民共和国四川省成都市的一条街道，位于成都城西部偏北，连接了西月城街与八宝街。

## 历史
西大街原是清代少城最北的清远胡同，街北即为少城北城墙。辛亥革命后拆除了少城城墙，并在北城墙和清远胡同旧址上修建了进出老西门的大街，命名为西大街。由于老西门位置偏北，故西大街位置也偏北。

## 周边
- 新城市广场
- 成都树德中学